# Sillans-la-Cascade
Sillans-la-Cascade – miejscowość i gmina we Francji, w regionie Prowansja-Alpy-Lazurowe Wybrzeże, w departamencie Var.
Według danych na rok 1990 gminę zamieszkiwało 438 osób, a gęstość zaludnienia wynosiła 22 osoby/km² (wśród 963 gmin regionu Prowansja-Alpy-W. Lazurowe Sillans-la-Cascade plasuje się na 505. miejscu pod względem liczby ludności, natomiast pod względem powierzchni na miejscu 494.).